# Van der Valk und die Reichen
Van der Valk und die Reichen ist die Verfilmung des Romans Bluthund von Nicolas Freeling. Die Regie bei dem deutsch-französischen Krimi führte Wolfgang Petersen. Zuvor entstand 1972 der Fernsehfilm Van der Valk und das Mädchen.

## Handlung
Piet van der Valk, holländischer Polizeibeamter, wird zu Privatermittlungen für einen Freund des Polizeichefs abgezogen. Dieser ist Canisius, Generaldirektor des Konzerns „Spondex“. Er bittet Van der Valk, den vermissten Juniorchef Jean-Claude zu finden.
Bei Nachforschungen im persönlichen Umfeld des Verschwundenen lernt Van der Valk die Frau des Verschwundenen kennen, Anne-Marie. Diese beteuert, dass ihre Ehe harmonisch und glücklich war. Fasziniert von dem Gedanken, mit ihr durchzubrennen und ein „reiches“ Leben zu beginnen, ermittelt Piet van der Valk weiter.
Seine Spur führt ihn zu den Karnevalsumzügen am Rosenmontag nach Köln. Dort erfährt er von seinem Kölner Kollegen Stössl, dass ein junges Mädchen verschwunden ist. 
Weitere Hinweise führen Van der Valk nach Innsbruck und nach Kitzbühel. Dort kommt er der Wahrheit sehr nahe und macht schließlich in einer Berghütte einen entscheidenden, aber grausigen Fund. Dort findet er den toten Juniorchef vor.

## Hintergrund
Die Van-der-Valk-Reihe wurde von dem britischen Schriftsteller Nicolas Freeling verfasst. Die Reihe umfasst 13 Bände, die sich um die Ermittlungen von Piet van der Valk drehen. Van der Valk und die Reichen wurde nach dem Vorbild des Romanteils Bluthund Anfang 1973 gedreht. Die Außenaufnahmen entstanden in Amsterdam, Innsbruck, Köln, Kitzbühel und Umgebung sowie im Burgenland. Die Erstsendung erfolgte am 26. Dezember 1973 in der ARD.

## Rezeption
Die Frankfurter Rundschau beschreibt diesen Teil der Van-der-Valk-Reihe nach dem Roman des britischen Schriftsteller Nicolas Freeling mit Frank Finlay als holländischen Kommissar, als einen spannenden, ruhig erzählten Fall.